# تافی اسپلمن
تافی اسپلمن (انگلیسی: Taffy Spelman؛ زادهٔ ۹ مارس ۱۹۱۴) بازیکن فوتبال اهل بریتانیا است.
از باشگاه‌هایی که در آن بازی کرده است می‌توان به باشگاه فوتبال هارتل پول یونایتد، باشگاه فوتبال لیدز یونایتد، باشگاه فوتبال ساوتند یونایتد، و باشگاه فوتبال تاتنهام هاتسپر اشاره کرد.